# Brian Johnson (efeitos visuais)
Brian Johnson (Surrey, 1939) é um especialista em efeitos visuais britânico. Venceu o Oscar de melhores efeitos visuais em duas ocasiões: por Aliens e Star Wars: The Empire Strikes Back.